# Архиепархия Баальбека
Архиепархия Баальбека (лат. Archieparchia Heliopolitana Graecorum Melkitarum) — архиепархия Мелькитской католической церкви с центром в городе Баальбек, Ливан. Архиепархия распространяет свою юрисдикцию на всю территорию долины Бекаа. Кафедральным собором архиепархии является церковь святых Варвары и Фёклы в городе Баальбек.
В настоящее время ординарием архиепархии является архиепископ Илия Рахаль.

## История
В первые века христианства в современном Баальбеке была кафедра античной епархии Элиополиса Финикийского. Известен один из епископов Элиополиса Финикийского по имени Феодот, крестившего святого Евдоксия, который принял мученическую смерть в 115 году в Баальбеке. До времён императора Константина Великого имелась непрерывная преемственность епископов этой епархии. Епархия Элиополиса Финикийского просуществовала до VI века, а её территория вошла в состав дамасской митрополии.
До начала XIX века Баальбек входил в состав мелькитской архиепархии Дамаска. Первый католический епископ в Баальбеке появился в 1701 году. Им стал епископ Партений Хаддад, назначенный Конгрегацией пропаганды веры. В том же году Святой Престол учредил епархию Баальбека. До 1849 года она подчинялась архиепархии Дамаска, после чего получила автономию.
Собор святых Варвары и Фёклы в Баальбеке в Аммане построен во время правления епископа Германоса Муаккада. В 1897 году храм был освящён архиепископом Агапитом Маалуфом, который основал мелькитскую монашескую конгрегацию «Общество миссионеров святого Павла».
18 ноября 1964 года епархия Баальбека возведена в ранг архиепархии.

## Статистика
На территории архиепархии в настоящее время действуют 7 приходов. Согласно ватиканскому справочнику Annuario Pontificio от 2013 года численность епархии на конец 2012 года составляла около 20 тысяч прихожан. В архиепархии служило 13 священников (из них — 12 епархиальных и один монашествующий), один дьякон, 2 монаха и 43 монахинь.
В архиепархии работают представители следующих монашеских конгрегаций: Орден базилианцев-алиппинцев, салезианцы, сёстры Святейшего Сердца Иисуса и малые сёстры Иисуса.
Епархия обеспечивает содержание нескольких средних учебных заведений:
- Баальбек — 1) епархиальная школа имени Халиля Мутрана (400 учащихся), 2) начальная школа, которой руководят монахини из конгрегации Святейшего Сердца Иисуса (1050 учащихся)
- Рас-Баальбек — начальная школа, которой руководят монахини из конгрегации Святейшего Сердца Иисуса (1000 учащихся)
- Ждейде — начальная школа (350 учащихся)
- Джаббуле — начальная школа (350 учащихся)
- Каа — начальная школа (400 учащихся)
- Хадат — средняя школа и техническое училище, которыми руководят салезианцы (1000 учащихся).

## Архиепископы
- епископ Партений Хаддад (1701 — 27.10.1722);
- епископ Макарий (1724 — ?);
- епископ Василиос Битар B.S.[3] (31.03.1754 — 1.01.1761);
- епископ Филипп Куссайр B.C. (1761 — 24.07.1777);
- епископ Бенуа Туркмани B.C. (13.04.1785 — 22.11.1808);
- епископ Клемент Мутран B.C. (1810 — 3.07.1827);
- епископ Афанасий Убайд B.C. (11.12.1827 — 1850);
- епископ Мелетий Фендех (14.11.1851 — 10.09.1869);
- епископ Василий Насер (17.10.1869 — 26.09.1885);
- епископ Германий Муаккад B.S. (16.03.1887 — февраль 1894);
- епископ Агапит Малуф B.C. (29.03.1896 — 12.02.1922);
- епископ Мелетий Абу-Ассалех (5.06.1922 — 27.06.1937);
- архиепископ Иосиф Малуф S.M.S.P. (5.10.1937 — 5.03.1968);
- архиепископ Илия (Зогби) (9.09.1968 — 24.10.1988);
- архиепископ Кирилл Салим Бустрос S.M.S.P. (25.10.1988 — 22.06.2004), назначен епископом Апостольского экзархата США;
- архиепископ Илия Рахаль S.M.S.P. (28 июня 2004 — 16.07.2025, в отставке);
- архиепископ Makhoul Farha, O.C.D. (16.07.2025 — по настоящее время).